# Абу Анас аль-Либи
Назих Абдул-Хамед Набих аль-Рукаи, известный под псевдонимом Абу Анас аль-Либи (30 марта 1964, Триполи — 2 января 2015, Нью-Йорк, Нью-Йорк) — ливиец, обвинявшийся в Соединённых Штатах за участие во взрывах посольств США в 1998 году. Абу Анас аль-Либи работал специалистом по компьютерам в Аль-Каиде. Он был этническим ливийцем, родившимся в Триполи.
Его псевдонимами в обвинительном заключении являются Назих аль Раги и Анас аль-Себай. В розыскных плакатах ФБР и Госдепартамента США ещё один вариант его имени транслитерируется как Назих Абдул Хамед Аль-Раги.
Помимо слежки за американским посольством в Найроби, обвинительное заключение также обвинило аль-Либи в слежке за потенциальными британскими, французскими и израильскими целями в рамках заговора Аль-Каиды и Египетского исламского джихада.

## Биография
Считается, что он присоединился к Аль-Каиде после беспорядков 1994 года в Судане. Он жил в Соединённом Королевстве, в Манчестере, где получил политическое убежище. 
В 1999 году он был арестован Скотленд-Ярдом и допрошен. Однако позже он был освобожден за отсутствием доказательств, успев отформатировать жесткий диск своего персонального компьютера.
Он говорит по-арабски и по-английски. Из-за его высокого роста и телосложения аль-Либи имел некоторое сходство с Усамой бен Ладеном. Иногда оно использовалось как своего рода отвлекающий маневр для прикрытия движений бен Ладена.
В январе 2002 года поступили сообщения о его захвате американскими войсками в Афганистане. Позже, в марте 2002 года, в других сообщениях говорилось о его аресте правительством Судана и тюремном заключении в Хартуме. Однако официальные лица США немедленно опровергли эту новость и признали, что аль-Либи все ещё свободен и разыскивается.
Аль-Либи входит в список самых разыскиваемых террористов ФБР США с момента своего первого отдела новостей 10 октября 2001 года. Государственный департамент в рамках Программы вознаграждений за справедливость выделил 5 000 000 долларов США (первоначально 25 000 000 долларов США) на любую информацию о локализации Абу Анас аль-Либи. В феврале 2007 года документ Human Rights Watch показал, что аль-Либи и другие «когда-то были заключены» в секретную тюрьму ЦРУ.
7 июня 2007 года, несмотря на то, что он все ещё был включен в список самых разыскиваемых террористов ФБР, опубликованный накануне, Amnesty International назвала аль-Либи возможным «секретным заключенным» ЦРУ, однако, без указания каких-либо конкретных доказательств в поддержку этого утверждения. 
В сентябре 2012 года CNN объявило о том, что аль-Либи вернулся Ливию после тюремного заключения в Иране в течение 7 лет.
Аль-Либи был захвачен в Триполи (Ливия) 5 октября 2013 года спецназом США (отрядом Delta Force) при содействии агентов ФБР и ЦРУ. Он был арестован средь бела дня и немедленно выслан из Ливии. Морские котики провели одновременный рейд в Сомали с целью захватить ответственного за организацию теракта в Кении в сентябре 2013 года, чтобы не спугнуть его арестом аль-Либи.
Он умер в 2015 году в Соединённых Штатах в возрасте 50 лет от болезни печени, вызванной раком печени и гепатитом Ц.